# Wolfenschiessen
Wolfenschiessen je obec ve švýcarském kantonu Nidwalden. Leží přibližně 6 kilometrů jihovýchodně od hlavního města kantonu, Stansu, v nadmořské výšce 510 metrů. Žije zde přibližně 2 100 obyvatel.

## Geografie
Obec Wolfenschiessen se nachází v údolí dolního Engelbergu mezi Stansem a Engelbergem v nadmořské výšce 510 metrů. Rozloha obce je 92,70 km², délka hranic 45,8 km.
Ve vysokém údolí na východní straně, 400 metrů nad údolím Engelberg a 4 kilometry od centra obce, se nachází vesnice Oberrickenbach (894 m n. m.), která rovněž patří pod obec Wolfenschiessen. Součástí obce je také osada Altzellen (658 m n. m.), která se nachází mezi obcemi Wolfenschiessen a Grafenort. K rozlohou největší obci kantonu Nidwalden patří také četné alpské oblasti jako Arni, Bannalp, Ober und Unter Trüebsee a Sinsgäu. Nejvyšším bodem ve Wolfenschiessenu je vrchol Rotstöckli na masivu Titlisu (2901 m n. m.). Jochpass na území Wolfenschiessen vede do pohoří Berner Oberland. Východně od údolí Engelbergertal se mezi obydlenými částmi obce zvedá 1 341 metrů vysoký Wellenberg.
Pouze 1,2 % z celkové rozlohy obce tvoří osídlené území. Velkou část území obce, 33,0 %, pokrývají lesy. Ještě větší plocha, 40,8 %, je využívána zemědělsky, často jako vysokohorské pastviny. Celých 24,9 % tvoří neproduktivní oblasti (většinou hory a jezera).

## Historie

Údolí Engelbergertal (1933)

Historické vyobrazení domů v osadě Altzellen (cca 1870)

První zmínka o obci pochází z doby před rokem 1200 pod názvem Wolvinscizin.
Ve 12. století přešla panská práva benediktinského kláštera Muri ve Wolfenschiessenu na klášter Murbach-Luzern a ve 13. a 14. století především na opatství Engelberg. To organizačně spojilo svůj majetek ve Wolfenschiessenu do statku, který sloužil jako správní centrum. Zástupci rodu Wolfenschiessenů, kteří sídlili ve věži Dörfli, vykonávali funkci správců kláštera. Wolfenschiessenský soud existoval až do roku 1850, kdy byla svrchovaná práva kláštera zrušena.
V pozdním středověku vznikly obce Altzellen (1357), Oberrickenbach (1418), Büren ob dem Bach (1438) a Boden (1518). Spolu s církevními družstvy se vyvinuly v hlavní politické instituce na komunální úrovni, například od roku 1740 jako sponzoři německé školy, a tuto pozici si udržely až do roku 1850. Poté politická komunita převzala velkou část úkolů Ürten.
První kostel ve Wolfenschiessenu, doložený v roce 1277, byl filiálkou farního kostela ve Stansu. V roce 1438 dostal Wolfenschiessen vlastního faráře a po dalších snahách o jeho zrušení získal v roce 1465 právo volby vlastního faráře. Od roku 1469 byl Wolfenschiessen samostatnou farností. V 16. století ji převzala kaple v Oberrickenbachu. Mezi různými poustevníky ve Wolfenschiessenu byli v 15. století Matthias Hattinger a v 16. století Konrad Scheuber.
Z dálky viditelná kaple svatého Jodera v Altzellenu byla vysvěcena v roce 1482 a rozšířena v roce 1692. Starý farní kostel ve Wolfenschiessenu, který měl dva boční oltáře, byl v letech 1775–1777 nahrazen novostavbou od Johanna Antona Singera. Stejný architekt postavil v letech 1786–1787 také kapli sv. Petra a Pavla v Oberrickenbachu. Kruhovou kapli na Trübsee postavil Arnold Stöckli v roce 1935. Dům Höchhuis, postavený Landammannem Melchiorem Lussim (1529–1606) v roce 1586, patří k nejkrásnějším domům s vysokým štítem ve středním Švýcarsku a dům Grosssitz, postavený Philippem Barmettlerem v roce 1601, je příkladem tradičního stylu Nidwaldenu, tzv. Tätschihuis.
Ještě v 19. století byly ve Wolfenschiessenu v provozu různé pily. Kromě toho zde byla kolem roku 1890 továrna na parkety, která existovala až do roku 1965, poté truhlářská dílna a tesařství. V roce 1921 zahájili Alois a Werner Christenovi ve Wolfenschiessenu výrobu dřevité vlny, která byla ukončena v roce 1994. Z cestovního ruchu v Engelbergu těžil také Wolfenschiessen, kde byly po roce 1880 hostince Eintracht, Kreuz a Einhorn přestavěny na hotely s parkovou úpravou. Kolem roku 1900 byl otevřen hotel Wallenstöcke. Tento vývoj náhle ukončila první světová válka. Od druhé poloviny 20. století jsou pro cestovní ruch důležité lanovky na masiv Titlisu. V roce 1934 se ve Wolfenschiessenu usídlila společnost Bergbahnen Gerschnialp-Trübsee AG.
Plán Národního družstva pro ukládání radioaktivních odpadů (NAGRA), který v roce 1987 počítal s horou Wellenberg ve Wolfenschiessenu jako možným místem pro konečné uložení radioaktivních odpadů, rozdělil místní obyvatelstvo. V září 2002 odmítli voliči v Nidwaldenu udělit společnosti NAGRA povolení k výstavbě průzkumného tunelu.

## Obyvatelstvo

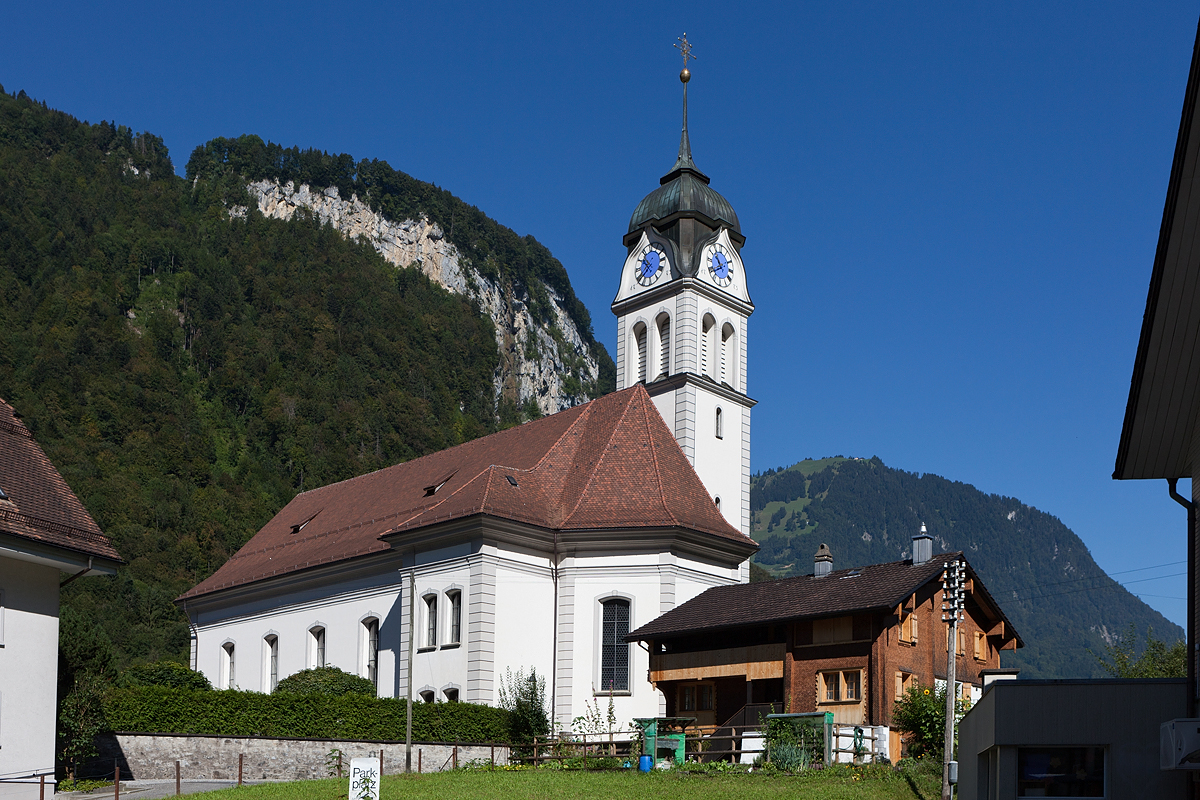
Farní kostel ve Wolfenschiessenu

K 31. prosinci 2021 v obci žilo 2109 obyvatel.

### Vývoj populace
Obec zažila několik velkých vln vystěhovalectví (1850–1860, 1880–1888 a 1960–1970) kvůli omezenému počtu pracovních míst. V období od roku 1888 do začátku první světové války však došlo k výraznému růstu (+27,3 %). Další tři vlny růstu (1930–1941, 1950–1960 a 1970–2000) zajistily, že počet obyvatel je v současnosti mnohem vyšší, než v roce 1850. Po období stagnace mezi lety 2000 a 2010 počet obyvatel opět roste (2010–2013: +4,8 %). Důvodem nárůstu bylo zlepšení služeb veřejné dopravy a zejména výstavba dálnice A2. Obec se stala atraktivní pro dojíždějící také díky blízkosti hlavního města Nidwaldenu Stansu a příznivým cenám stavebních pozemků. 
| Vývoj počtu obyvatel | Vývoj počtu obyvatel | Vývoj počtu obyvatel | Vývoj počtu obyvatel | Vývoj počtu obyvatel | Vývoj počtu obyvatel | Vývoj počtu obyvatel | Vývoj počtu obyvatel | Vývoj počtu obyvatel | Vývoj počtu obyvatel | Vývoj počtu obyvatel | Vývoj počtu obyvatel | Vývoj počtu obyvatel | Vývoj počtu obyvatel | Vývoj počtu obyvatel | Vývoj počtu obyvatel | Vývoj počtu obyvatel | Vývoj počtu obyvatel | Vývoj počtu obyvatel | Vývoj počtu obyvatel | Vývoj počtu obyvatel | Vývoj počtu obyvatel | Vývoj počtu obyvatel |
| -------------------- | -------------------- | -------------------- | -------------------- | -------------------- | -------------------- | -------------------- | -------------------- | -------------------- | -------------------- | -------------------- | -------------------- | -------------------- | -------------------- | -------------------- | -------------------- | -------------------- | -------------------- | -------------------- | -------------------- | -------------------- | -------------------- | -------------------- |
| Rok                  | 1743                 | 1798                 | 1836                 | 1850                 | 1860                 | 1870                 | 1880                 | 1888                 | 1900                 | 1910                 | 1920                 | 1930                 | 1941                 | 1950                 | 1960                 | 1970                 | 1980                 | 1990                 | 2000                 | 2010                 | 2015                 | 2020                 |
| Počet obyvatel       | 873                  | 886                  | 1118                 | 1301                 | 1131                 | 1159                 | 1130                 | 993                  | 1096                 | 1264                 | 1318                 | 1329                 | 1516                 | 1540                 | 1647                 | 1470                 | 1524                 | 1686                 | 1973                 | 2005                 | 2148                 | 2115                 |

### Jazyky

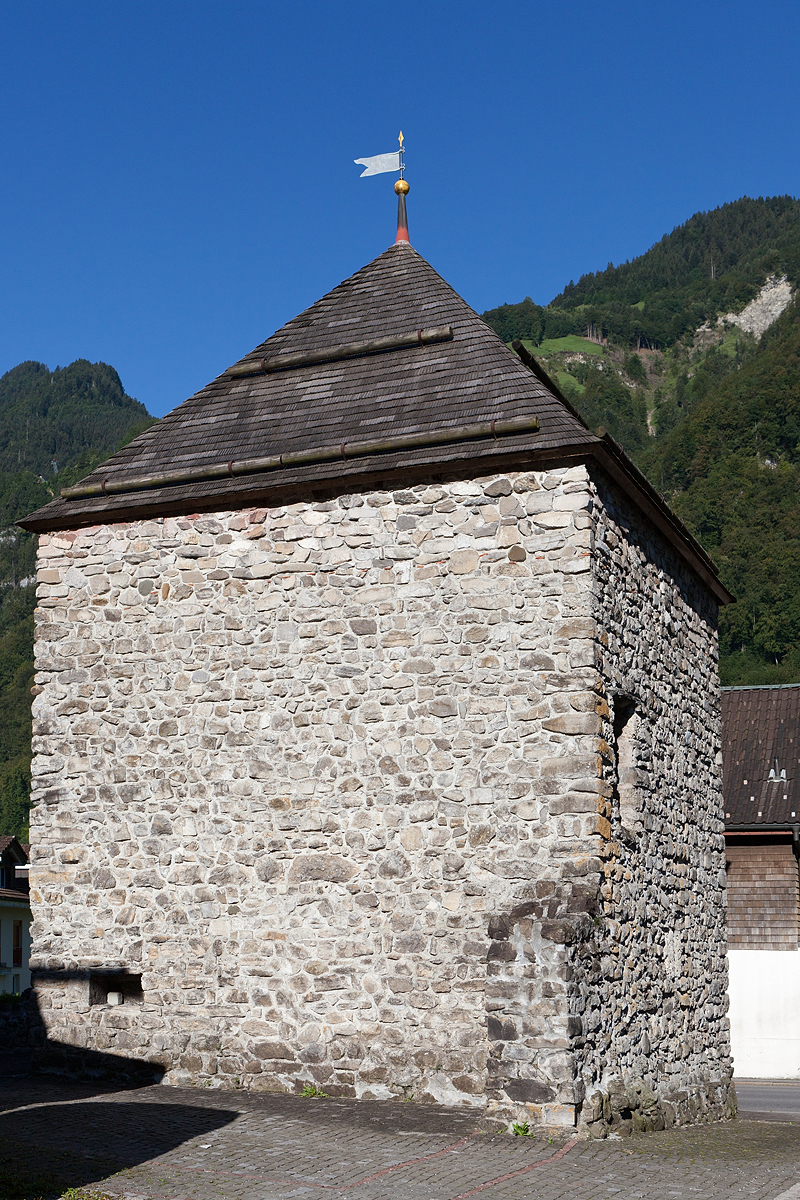
Původní věž v Dörfli

Téměř všichni obyvatelé mluví německy jako každodenním hovorovým jazykem, a to místním alemanským dialektem, zvaným Nidwaldnerdeutsch. Při posledním sčítání lidu v roce 2000 uvedlo 93,6 % obyvatel jako svůj hlavní jazyk němčinu, 2,7 % albánštinu a 1,4 % srbochorvatštinu.

### Národnostní složení
Z 2 097 obyvatel na konci roku 2018 bylo 1 892 (90,22 %) švýcarských státních příslušníků. Většina přistěhovalců pochází ze střední Evropy (Německo, Rakousko, Polsko, Nizozemsko), jižní Evropy (Itálie a Portugalsko), bývalé Jugoslávie (Srbsko, Kosovo a Bosna a Hercegovina) a Srí Lanky. Při sčítání lidu v roce 2000 mělo 1 773 osob (89,86 %) švýcarské občanství; z toho 45 osob mělo dvojí občanství.

## Doprava
Sjezd Stans-Süd na gotthardské dálnici A2 (Basilej – Lucern – Gotthard) je vzdálen od obce asi 6 km. Wolfenschiessen je napojen na železniční trať Luzern-Stans-Engelberg-Bahn (LSE, patřící pod železniční společnost Zentralbahn), od konce roku 2013 sem jezdí také linka S4 z Lucernu. Z údolní obce Wolfenschiessen vedou do okolních Alp a horských lesů celkem čtyři malé lanovky, které využívají místní obyvatelé, turisté a v některých případech i paraglidisté. 

## Osobnosti
- Erika Hessová (* 1962), švýcarská sjezdová lyžařka, pochází z Wolfenschiessenu